# Leona Lewis

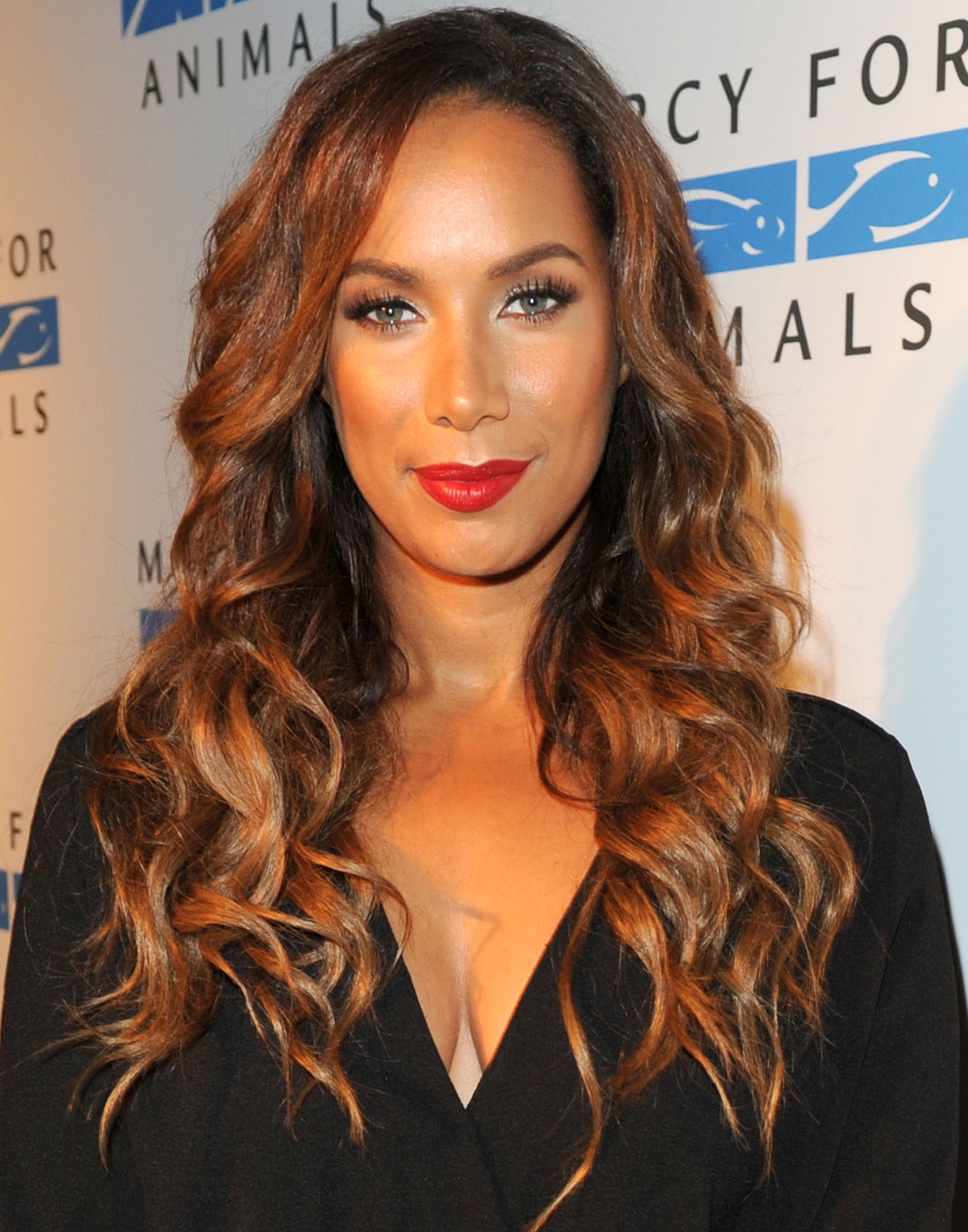
Leona Lewis (2014)

Leona Louise Lewis (* 3. April 1985 in Islington, London) ist eine britische Sängerin, Songwriterin, Schauspielerin und Tierrechts-Aktivistin. Sie gewann im Dezember 2006 die dritte Staffel der britischen Gesangs-Castingshow The X Factor. Ein Jahr später gelangen ihr sowohl mit dem Lied Bleeding Love als auch mit ihrem Debütalbum Spirit internationale Nummer-eins-Hits. Bisher veröffentlichte sie in ihrer Karriere fünf Alben.

## Leben
Leona Lewis wurde als zweites von drei Kindern des Ehepaares Joe und Maria Lewis am 3. April 1985 geboren und wuchs in Hackney im Norden von London auf. Ihr Vater stammt aus der Karibik, ihre Mutter aus Wales.
Im Alter von zwölf Jahren schrieb Leona Lewis ihr erstes Lied, mit 13 Jahren gewann sie den Lady-D-Nachwuchswettbewerb im Hackney Empire. Sie besuchte die Sylvia Young Theatre School und die London School for Performing Arts & Technology. Bereits vor ihrer Teilnahme an The X Factor nahm sie ein erstes Album mit dem Titel Twilight auf, das bis heute jedoch nie veröffentlicht wurde. 2019 heiratete sie den deutschen Tänzer Dennis Jauch, 2022 wurden sie Eltern einer Tochter.

## Karriere

### 2006: The X Factor

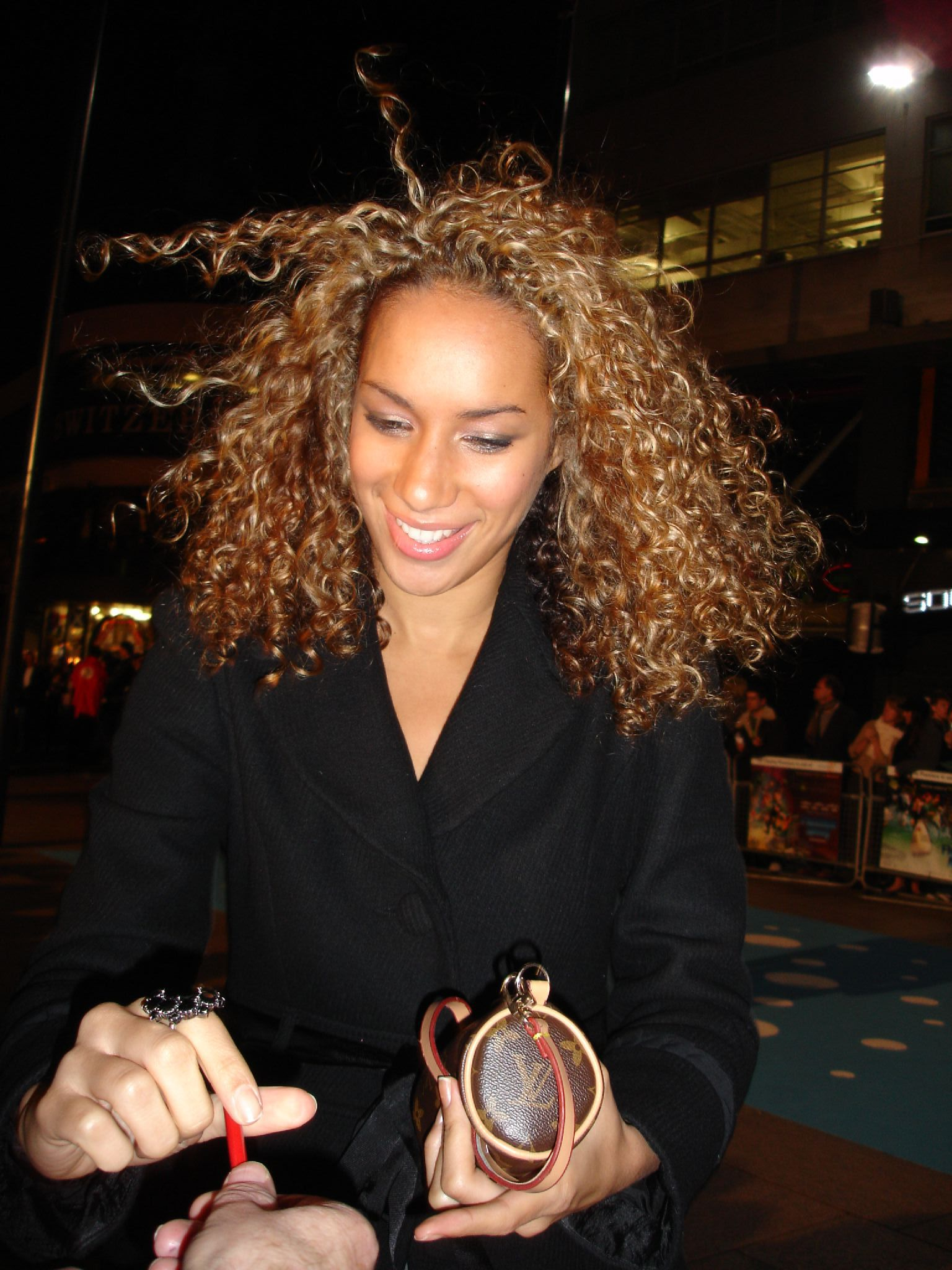
Leona Lewis auf der London-Premiere der Trickfilmkomödie Flushed Away im November 2006

Im Sommer 2006 nahm Lewis an einem Vorsingen für die dritte Staffel der Castingshow The X Factor teil. Unterstützt von ihrem Mentor Simon Cowell schaffte sie den Einzug in die Finalshow am 16. Dezember 2006. Dort setzte sie sich gegen ihren Konkurrenten Raymond Quinn durch und erhielt einen mit einer Million Britischen Pfund dotierten Plattenvertrag bei Sony BMG. Von den über acht Millionen abgegebenen Stimmen entfielen 60 Prozent auf Leona Lewis. Vier Tage nach dem Finale erschien im Vereinigten Königreich ihre Debütsingle A Moment Like This, eine Coverversion des Hits von Kelly Clarkson aus dem Jahr 2002. Bereits vor Ausstrahlung der Finalshow hatte die Single eine Million Vorbestellungen erreicht und wurde damit sogleich ein Weihnachts-Nummer-eins-Hit.

### 2007–2008:Spiritund weltweiter Erfolg
Im Laufe des Jahres 2007 nahm Leona Lewis Lieder für ihr Debütalbum unter anderem in New York und Los Angeles auf. Dabei entstand auch der spätere Hit Bleeding Love, geschrieben von Jesse McCartney und Ryan Tedder, dem Sänger von OneRepublic. In Großbritannien wurde das Lied am 19. Oktober 2007 als zweite Single veröffentlicht. In der ersten Verkaufswoche wurde sie in Großbritannien über 218.000 Mal verkauft. Damit gehört das Lied zur erfolgreichsten „Ersten Woche“ einer Single im Jahr 2007. Sie erreichte Platz eins der britischen Single-Charts und blieb dort sieben Wochen lang. Am 16. Dezember 2007 wurde die Single in einer britischen Publikumswahl als Record of the Year 2007 ausgezeichnet.
Aufgrund dieser Erfolge wurde das Interesse an Lewis im Ausland geweckt, wodurch Anfang Dezember 2007 erste europaweite Veröffentlichungspläne bekanntgegeben wurde. In der US-amerikanischen Zeitschrift Entertainment Weekly wurde Leona Lewis in der Neujahrsvorschau 8 to Watch in '08 zur „nächsten Mariah Carey“ und zu „einer der interessantesten neuen Künstlerinnen 2008“ erklärt.
Am 11. Januar 2008 erschien Bleeding Love auch in Deutschland, Österreich und der Schweiz. Es stieg am 25. Januar 2008 direkt auf Platz eins in die deutschen und österreichischen Single-Charts ein, außerdem auf Platz drei in der Schweiz. Die Single wurde in Dänemark, Schweden, Norwegen sowie Spanien, Italien und Frankreich veröffentlicht. In den Vereinigten Staaten erschien die Single gleichzeitig mit dem Album Spirit im März 2008. Bleeding Love schaffte es auch in den USA auf die Spitzenposition der Hitparade. Für die USA wurde zusätzlich ein neues Video zum Lied aufgenommen. Das Album Spirit wurde am 25. Januar 2008 im deutschsprachigen Raum veröffentlicht und erreichte Platz eins in Deutschland, Österreich und der Schweiz.
Am 24. August 2008 trat Lewis bei der Abschlussfeier der Olympischen Spiele in Peking gemeinsam mit Jimmy Page von Led Zeppelin auf und interpretierte eine Version deren Rock-Klassikers Whole Lotta Love.
In Großbritannien wurde am 26. November 2008 Lewis’ zweites Album veröffentlicht. Es handelt sich dabei um vor der Teilnahme bei The X Factor aufgenommene Lieder. Die Rechte für die Lieder von diesem Album namens Best Kept Secret wurden weder von Sony BMG noch von Lewis’ Vater erworben und waren rechtlich gesehen frei. Daraufhin wurde das Album von der Management-Agentur UEG Music allein über den Online-Musikhändler Juno Records veröffentlicht, obwohl Sony BMG versuchte, diese Veröffentlichung zu verhindern.
Im gleichen Monat wurde eine Deluxe Edition ihres Debütalbums veröffentlicht. Am 3. November 2008 wurde daraus die Single Forgive Me ausgekoppelt.

### 2009–2011: Biografie undEcho
Im Juli 2009 brachte Leona Lewis ein nach ihr benanntes Parfüm auf den Markt. Aufgrund ihres Engagements im Tierschutz wählte sie hierfür das deutsche Unternehmen LR Health & Beauty Systems, das für die Herstellung seiner Produkte keine Tierversuche durchführt und eine eigene Kinderhilfsorganisation, die LR GLOBAL KIDS FUND e. V., ins Leben gerufen hatte. Ein Anteil vom Erlös ihres Parfüms geht an benachteiligte Kinder.
Für den Kinofilm Avatar – Aufbruch nach Pandora sang Lewis den Song I See You ein. Zudem wurde My Hands als Titelsong für das Videospiel Final Fantasy XIII ausgewählt.
Im Oktober 2009 erschien Lewis’ Biografie Dreams beim Londoner Verlag Hodder & Stoughton.
Lewis’ zweites Studioalbum Echo wurde am 13. November 2009 in Deutschland und am 16. November 2009 im Vereinigten Königreich veröffentlicht. Die erste Singleauskopplung Happy erreichte Platz zwei der britischen und österreichischen Charts, Platz drei der deutschen Charts und Platz vier der Schweizer Hitparade. Das Album erreichte wie sein Vorgänger den Spitzenplatz in den britischen Album-Charts. Am Album wirkten unter anderem Ryan Tedder und Justin Timberlake mit.
Die zweite offizielle Single I Got You aus dem Album Echo wurde Mitte März 2010 veröffentlicht.
Auf Initiative Simon Cowells nahm Lewis zusammen mit anderen Künstlern wie Kylie Minogue, Take That und Elton John den Titel Everybody Hurts von R.E.M. als Benefiz-Single für die Opfer des Erdbebens in Haiti neu auf. Die Single erreichte den ersten Platz der britischen Hitparade.
Die erste Singleauskopplung Collide aus Lewis’ drittem Studioalbum Glassheart erschien am 2. September 2011, mehr als ein Jahr vor der Albumveröffentlichung. Lewis sang den Titel zum ersten Mal live in der britischen Spielshow „Red or black?“. Collide wurde für einen Grammy in der Kategorie Best Remix 2012 nominiert, gewann den Preis aber nicht.
Am 7. Oktober 2011 wurde bekanntgegeben, dass Lewis nun bei RCA Records unter Vertrag steht.

### 2012–2014:GlassheartundChristmas, with Love

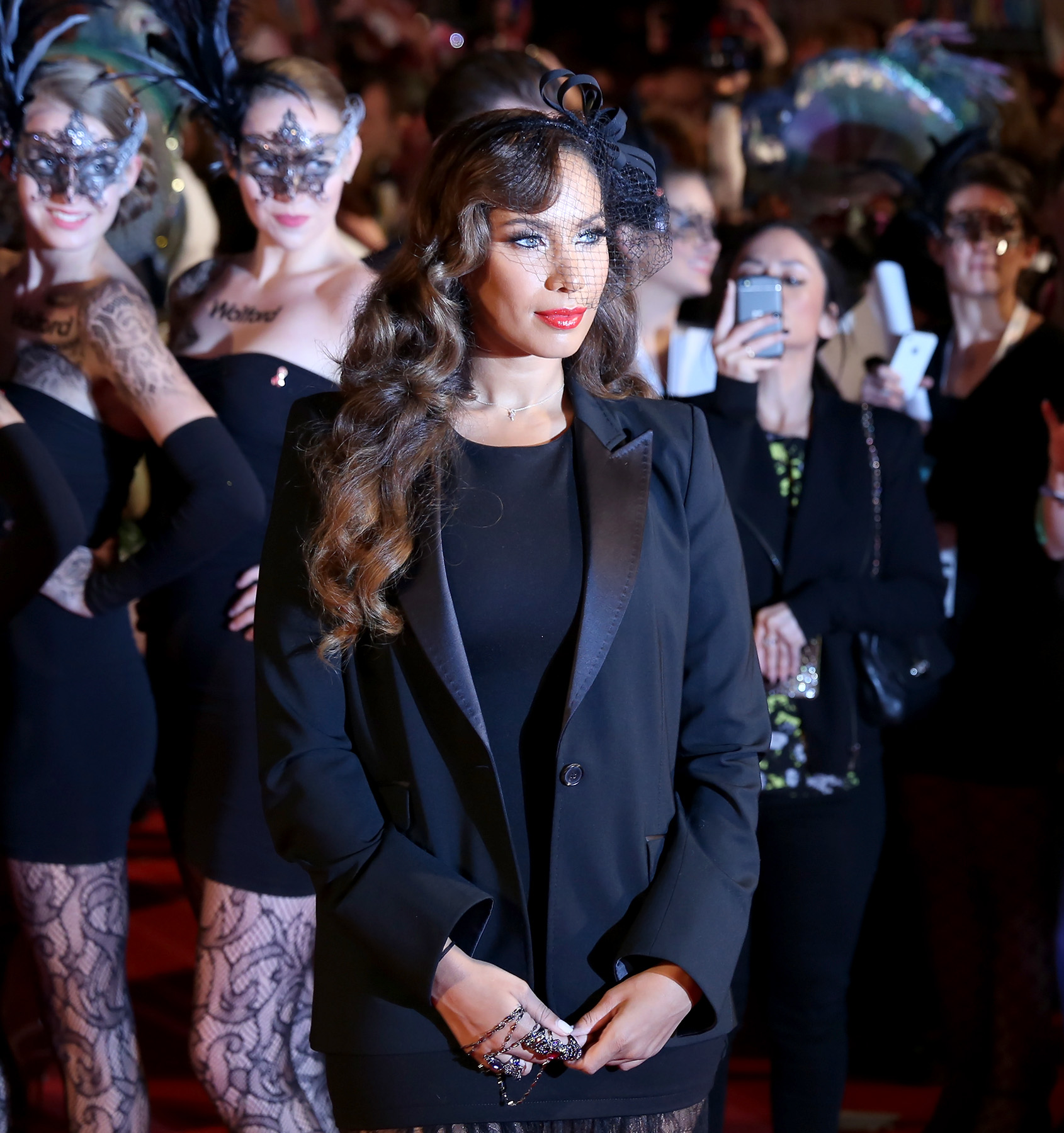
Leona Lewis (Life Ball 2014)

Lewis’ drittes Studioalbum Glassheart wurde am 12. Oktober 2012 veröffentlicht. In Großbritannien erreichte es Platz drei der Albumcharts.
Als zweite Auskopplung aus dem Album wurde im Oktober 2012 die Single Trouble veröffentlicht. Sie erreichte in Großbritannien Platz sieben der Singlecharts.
Die dritte Singleauskopplung des Albums war im November 2012 Lovebird. In Deutschland erschien das Album am 18. Januar 2013 und erreichte Platz sechs der deutschen Charts.
Anfang Dezember 2012 wurde bekannt gegeben, dass für 2013 eine Europatournee mit Lewis geplant ist. Im April 2013 gab sie auch erstmals Konzerte in Deutschland.
Christmas, with Love ist Leona Lewis’ erstes Weihnachtsalbum, das am 29. November 2013 erschien. Die erste Single ist One More Sleep und wurde am 5. November 2013 veröffentlicht.
2014 war sie im Film Walking on Sunshine zu sehen und wirkte auch beim Soundtrack mit.

### 2015-heute:I Am
Ihr fünftes Studioalbum I Am wurde am 11. September 2015 veröffentlicht und beinhaltet 10 Lieder. Weder die Singleauskopplungen noch das Album selbst konnten an den Erfolg der früheren Veröffentlichungen anknüpfen.
2016 spielte Lewis für drei Monate die Rolle der Grizabella in der Revival-Fassung von Cats am Broadway.
Am 9. Februar 2018 veröffentlichte Leona mit Calum Scott eine Duet-Version seines Hits „You are the reason“.
Im Dezember 2021 war sie in der ersten Staffel der Drag-Gesangssendung Queen of the Universe Jurorin. Am ersten Weihnachtstag 2023 war sie in einer Spezialfolge der britischen Version von The Masked Singer Gastmitglied des Rateteams.

## Filmografie
- 2014: Walking on Sunshine

## Soziales Engagement
Lewis ist Vegetarierin und tritt öffentlich als Tierschützerin auf. So weigert sie sich, Leder- und Pelzprodukte zu tragen und bekämpft die Misshandlung von Tieren. Zusammen mit der WSPA Welttierschutzgesellschaft setzt sie sich für eine weltweite Tierschutzerklärung ein, die eine internationale Anerkennung des Tierschutzes durch die Vereinten Nationen fordert. Weiter unterstützt sie die Meeresschutzorganisation Sea Shepherd finanziell. Für ihr Engagement zeichnete sie die Tierschutzvereinigung PETA als „Person des Jahres 2008“ aus.

## Diskografie
Studioalben

| Jahr | Titel      | Höchstplatzierung, Gesamtwochen, AuszeichnungChartplatzierungen (Jahr, Titel, Platzierungen, Wochen, Auszeichnungen, Anmerkungen) | Höchstplatzierung, Gesamtwochen, AuszeichnungChartplatzierungen (Jahr, Titel, Platzierungen, Wochen, Auszeichnungen, Anmerkungen) | Höchstplatzierung, Gesamtwochen, AuszeichnungChartplatzierungen (Jahr, Titel, Platzierungen, Wochen, Auszeichnungen, Anmerkungen) | Höchstplatzierung, Gesamtwochen, AuszeichnungChartplatzierungen (Jahr, Titel, Platzierungen, Wochen, Auszeichnungen, Anmerkungen) | Höchstplatzierung, Gesamtwochen, AuszeichnungChartplatzierungen (Jahr, Titel, Platzierungen, Wochen, Auszeichnungen, Anmerkungen) | Anmerkungen                                                   |
| Jahr | Titel      | DE | AT | CH | UK | US | Anmerkungen                                                   |
| ---- | ---------- | --- | --- | --- | --- | --- | ------------------------------------------------------------- |
| 2007 | Spirit     | DE1 ×3Dreifachplatin · (87 Wo.)DE                                                                                                 | AT1 Platin · (60 Wo.)AT | CH1 ×2Doppelplatin · (74 Wo.)CH                                                                                                   | UK1 ×10Zehnfachplatin · (103 Wo.)UK                                                                                               | US1 Platin · (61 Wo.)US | Erstveröffentlichung: 9. November 2007 Verkäufe: + 10.000.000 |
| 2009 | Echo       | DE12 Gold · (15 Wo.)DE | AT8 Gold · (13 Wo.)AT | CH3 Gold · (21 Wo.)CH | UK1 ×2Doppelplatin · (25 Wo.)UK                                                                                                   | US13 (4 Wo.)US | Erstveröffentlichung: 9. November 2009 Verkäufe: + 1.155.000  |
| 2012 | Glassheart | DE6 (4 Wo.)DE | AT5 (4 Wo.)AT | CH29 (11 Wo.)CH | UK3 Silber · (8 Wo.)UK | — | Erstveröffentlichung: 12. Oktober 2012 Verkäufe: + 60.000     |
| 2015 | I Am       | DE33 (1 Wo.)DE | AT34 (1 Wo.)AT | CH23 (5 Wo.)CH | UK12 (3 Wo.)UK | US38 (1 Wo.)US | Erstveröffentlichung: 11. September 2015                      |